# Синьоочки вузьколисті
Синьоочки вузьколисті, сизюринхій гірський) — багаторічна трав'яниста рослина родини півникові (Iridaceae). Поширена в помірних областях Північної Америки, і як адвентивна — місцями у Європі.

## Опис
Трави багаторічні, від блідо- до оливково-зеленого чи від темно-коричневого до бронзового забарвлення, коли вони сухі, до 5 дм, не тьмяні; кореневища ледве помітні. Стебла прості, помітно, крилаті, (1.5)2–3.7 мм ширини, голі, краї від зубчастих до цілих. Листові пластини гладкі, 3 мм завширшки. Суцвіття невеликі, по 2–5 квіток. Кожна квітка діаметром приблизно 2 см, з шістьма пурпуровими пелюстками з жовтуватим основами та жовтими тичинками. Плоди — капсули від жовтувато- до темно-коричневого кольору іноді з пурпуровим відтінком верхівково, довжиною 4.5–6 мм, містять численне мале чорне насіння 0.9–1.5 мм.

## Поширення
Північна Америка: Канада; США, Ґренландія ?. Педерсен (1972) повідомив, що S. montanum був уведений в 1961 році разом з насінням Trifolium hybridum в південно-західній частині Ґренландії. Самобутність цієї рослини не була підтверджена, тому вона попередньо включена до S. montanum. Натуралізований: Європа: Російська Федерація, Україна, Австрія, Чехія, Німеччина, Швейцарія, Норвегія, Велика Британія, Італія, Румунія, Франція.
В Україні (адвентивна рослина) зростає на луках, відкритих трав'янистих місцях і схилах — у Карпатах, Прикарпатті, спорадично; в Поліссі (Жит., Київ. й Черніг. обл.).

## Галерея

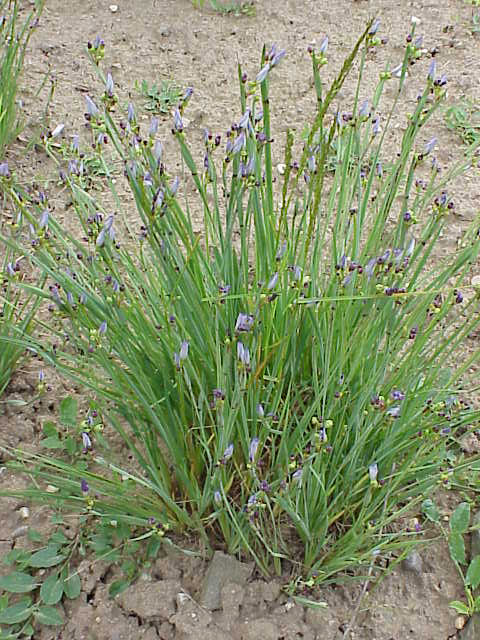
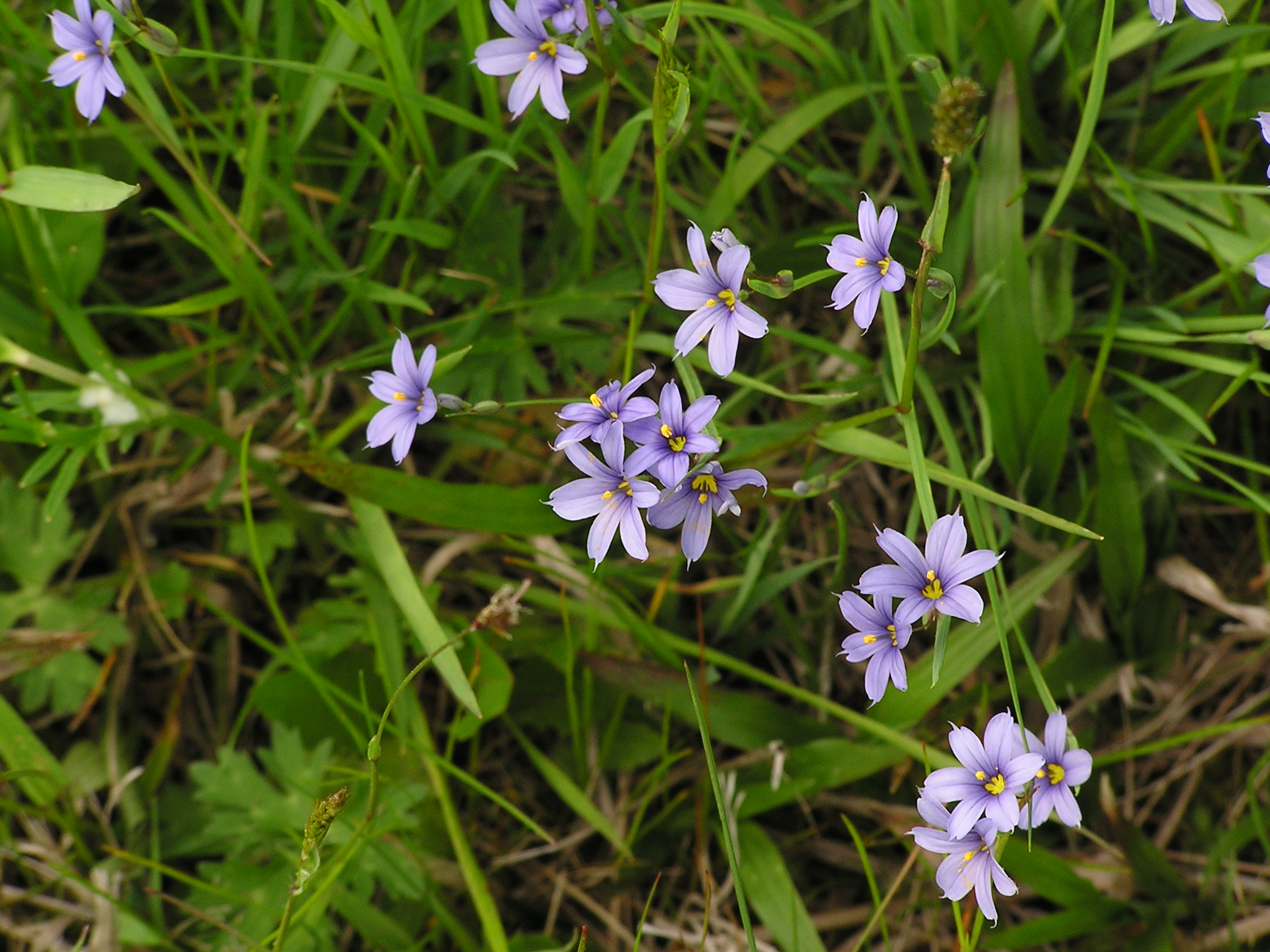
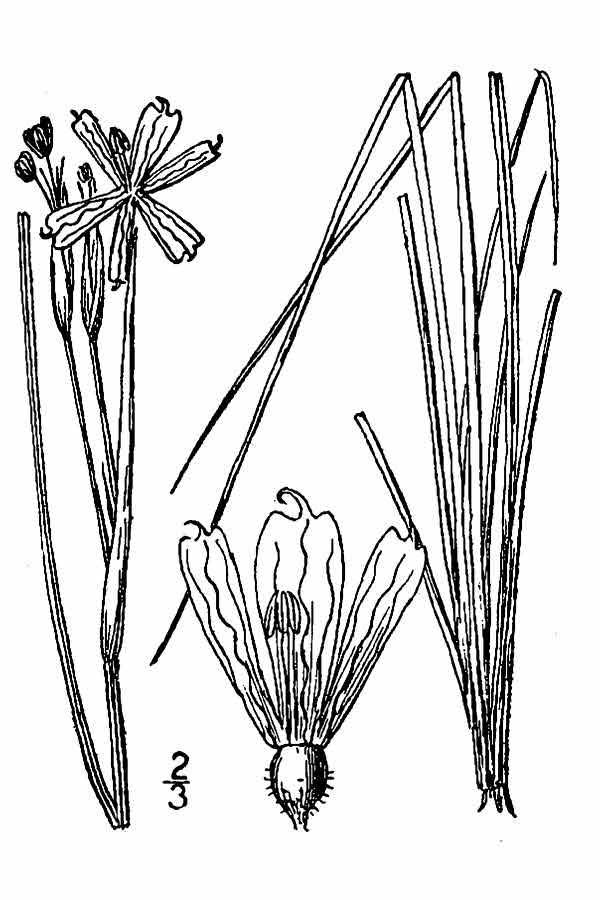